# Andrea Oliverio
Andrea Oliverio (Bergamo, 30 marzo 1982) è un velocista italiano.
Atleta e allenatore dell'Atletica Bergamo 1959 ha partecipato a svariate manifestazioni con la nazionale italiana.
Ha partecipato alla sua prima nazionale assoluta nel 2000 da juniores, ha vinto due titoli italiani ed è stato detentore del record italiano juniores dal 2001 nelle 100 iarde battendo di un decimo il precedente record di 10"14 di Maurizio Federici che resisteva da un decennio.

## Biografia

### Carriera sportiva
Ha iniziato la sua carriera nel 1997 da cadetto per l'U.S. Olimpia Borgo Palazzo dimostrando fin da subito ottime doti da velocista con uno stagionale di 9"13 sugli 80m ed il secondo posto nazionale nel criterium di categoria, ed un tempo di 11"14 sui 100m. La stagione successiva, al primo anno della categoria allievi, riesce ad abbattere il muro degli 11 secondi con un nuovo personale di 10"96 sui 100m; è inoltre terzo ai campionati italiani di categoria sulla distanza e terzo anche al Brixia Meeting. Al secondo anno di categoria vince i campionati italiani e partecipa ai Giochi Olimpici Giovanili E.Y.O.D. a Esbjerg (Danimarca) classificandosi 7º sui 100m e 5º nella 4x100m. Nel 1999 ottiene così il premio "Marco Persico" al miglior atleta emergente bergamasco.
Nel 2000 passa alla categoria juniores si classifica 6º nei campionati italiani di categoria e partecipa con successo alla sua prima nazionale assoluta a Lubljana per i 100m e la 4x100m. Disputa poi i 100m al Golden Gala allo Stadio Olimpico e partecipa con la squadra lombarda a Palamos al Meeting 4 Motori per l'Europa classificandosi 3º nei 200m e vincendo la 4x100m. Gli ottimi risultati di questa stagione lo inseriscono nel Progetto Atene 2004 della Nazionale Giovanile.
Passato alla SNAM Milano nel 2001 al secondo anno di categoria, ottiene tre podi nazionali ai campionati di categoria: 3º nei 200m (22"23), 1º nella 4x100m (41"75) e 2º nella 4x400m (3'20"3). Ottiene poi un 6º posto ai campionati italiani promesse indoor nei 60m e un 4° nei 200m. Partecipa con la nazionale agli Europei juniores nella 4x100m, all'International Meeting of Friendship a Sarajevo dove vince con uno splendido 10"4 manuale. Sempre con la nazionale partecipa alla Notturna di Milano nella 4x100m e nei 100m individuali. Partecipa poi con ottimi risultati ai Campionati Italiani di Società sia assoluti che di categoria ottenendo un 5º posto nella 4x100m assoluta, un 3º posto nei 100m giovanili e due argenti nei 200 m e nella 4x100m giovanili. Viene quindi confermato l'inserimento nel Progetto Atene 2004 della nazionale giovanile per la stagione del 2001 che gli regalerà anche un record italiano sulle 100 iarde in 10"04, battendo il longevo record di 10"14 di Maurizio Federici.
Passato alla categoria promesse si tessera per l'Assindustria Sport Padova disputando ancora con buoni risultati i campionati di categoria sia indoor che outdoor al primo e secondo anno di categoria ottenendo anche un ottimo bronzo nei 200m nel 2003 in 21"63, personale sulla distanza. È tuttavia il terzo anno di categoria che lo porterà ad ottenere un posto nel corpo sportivo militare C.S. Esercito. Nella categoria Assoluta con l'Esercito sigla il personale di 10"69 nei 100m.

## Campionati nazionali
2000
- 5º ai campionati italiani juniores, 100 m piani - 10"8

2001
- Bronzo ai campionati italiani assoluti, 200 m piani - 22"21

2002
- Eliminato in batteria ai campionati italiani assoluti, 60 m piani - 7"03
- 6º ai campionati italiani promesse, 200 m piani - 21"90
- 7º ai campionati italiani promesse, 100 m piani - 10"81
- 4º ai campionati italiani promesse indoor, 200 m piani - 22"57

2003
- Eliminato in batteria ai campionati italiani assoluti, 200 m piani - 21"94
- Bronzo ai campionati italiani promesse, 200 m piani - 21"63
- 6º ai campionati italiani promesse, 100 m piani - 10"74
- 5º ai campionati italiani promesse indoor, 60 m piani - 7"02

2009
- Bronzo ai campionati italiani assoluti, staffetta 4x100 m - 41"37